# Новоалександровка (Татарский район)
Новоалександровка — деревня в Татарском районе Новосибирской области. Входит в состав Казаткульского сельсовета.

## География
Площадь деревни — 348 гектаров.

## Население
| 2002 | 2007 | 2010 |
| ---- | ---- | ---- |
| 354  | ↘307 | ↘210 |

## Инфраструктура
В деревне по данным на 2007 год функционируют 1 учреждение здравоохранения и 1 учреждение образования.

## Известные люди
- Белоусова, Юлия Петровна − советский снайпер, в годы Великой Отечественной войны уничтожила 80 солдат и офицеров германской армии[5].